# Suriname (district)
Het district Suriname is een voormalig district van het land Suriname. De hoofdplaats van het district was de stad Paramaribo.
Het district Suriname ontstond in 1927 door samenvoeging van de districten:
- Beneden-Suriname
- Boven-Suriname
- Beneden-Para
- Boven-Para

In 1958 werd het district Brokopondo van het district Suriname afgesplitst, en ongeveer tien jaar later gebeurde hetzelfde met het district Para.
In het midden van de jaren tachtig vond een grote reorganisatie van het districtenstelsel plaats, waarbij het district Suriname werd opgeheven. Het werd verdeeld tussen Commewijne, Para, Saramacca en het nieuwe district Wanica.